# Twitteratur

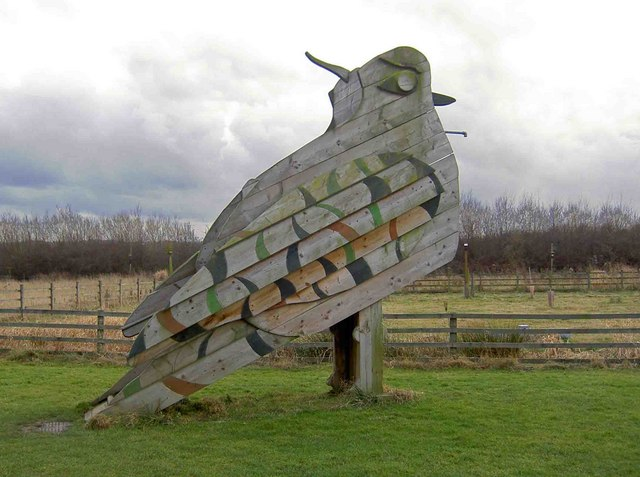
Tweet_tweet^ av Steve F.

Twitteratur är ett berättande och litterärt uttryck som är anpassat till den sociala nätverkstjänsten Twitter, som samlar mikrobloggar. Twitteraturen sträcker sig över olika genrer. Gemensamt för all twitteratur är att den måste underordna sig Twitters format där en enskild tweet kan omfatta högst 140 tecken. Begränsningen utgör en kreativ utmaning och lägger en grundstruktur för berättelsen. Inom twitteraturen kan man skilja på texter som ryms i en tweet och sammanhängande berättelser som sträcker sig över flera tweets. 
Ordet twitteratur kommer från engelska twitterature. Det är ett teleskopord bildat av Twitter och literature ('litteratur').

## Historia
Mikrobloggen Twitter lanserades 2006. 2008 dök de första twitterromanerna upp. Det går inte att fastslå vem som myntade den engelska termen twitterature. Den blev dock känd genom Alexander Aciman och Emmet Rensins bok Twitterature: The World's Greatest Books Retold Through Twitter. Mellan 2009 och 2011 var twitteratur ett omtalat fenomen i twittersfären och bloggosfären. Twitteraturen och skrivandets utveckling i det digitala samhället har sedan 2009 tagits upp på många större tidningars kultursidor. I utbildningsvärlden används twitteraturen ibland som ett didaktiskt grepp.

## Exempel på twitteratur

### Korta texter som ryms inom en tweet
- Aforismer är populära texter på grund av sin twittervänliga längd. Det är vanligt att välkända klassiska aforismer sprids, med eller utan de ursprungliga författarnas namn angivet. Men många twittrare lockas att själva skapa och publicera korta visdomsord om alla tänkbara ämnen.[6]

- Haiku-dikter ryms väl inom en tweet och under hashtag #haiku finns många exempel.

- Övrig poesi på 140 tecken hittar man under hashtaggen #dikt eller genom att följa personer som brukar twittra sina dikter som journalisten och poeten Göran Greider. Han twittrar betraktelser och dikter under sitt twitternamn @GreiderDD, till exempel:

Augusti.
Och fast det är hett
i solen
känns det ibland
som om jag
faller
handlöst mot hösten.
Göran Greider
- Mikroberättelser i 140 tecken där hela berättelsen ryms i en enda tweet som i de små historier som twitterprofilen @arjunbasu skapar och som han kallar för twisters.[8] Till exempel:

I was mowing the lawn. I peered at my neighbor’s immaculate yard; his grass was literally greener. Then a meteor fell atop his lovely house.
Arjun Basu

### Twitterföljetonger
Twitterföljetonger kan pågå i månader med en eller flera tweets dagligen. Sammanhanget upprätthålls vanligtvis genom en hashtagg, ett unikt nyckelord som föregås av #-tecknet. Hashtaggen ingår i varje tweet i serien. En sökning på följetongens hashtagg skapar en lista med alla tweets som då kan läsas som en sammanhängande berättelse. Ett alternativ är att läsa en twitterföljetong i det format den är skapad, nämligen i korta stycken som dyker upp i flödet och överlämnar åt läsaren att knyta an till föregående tweet och kanske spekulera inför nästa. Eftersom hashtaggar inte är exklusiva för enskilda skribenter hindrar det inte andra skribenter från att inskjuta egna delar, antingen som fanfiction eller vandalism.
Författaren till en twitterföljetong är ofta okänd för läsaren. Twitternamnet som skickar tweeten kan vara en rollfigur eller en pseudonym så att läsaren inte kan identifiera personen eller personerna bakom kontot och twitternamnet. Detta medverkar till att skapa en känsla av autenticitet för berättelsen. 
- Fanfiction: Twitterkonton skapas för karaktärer från filmer eller bokens värld. Persongallerierna från populära tv-serier, filmer eller böcker återfinns bland användarkonton på Twitter. Några av dessa ingår i berättelser som växer fram genom interaktionen med andra karaktärer ur samma verk.

- Klassisk litteratur eller sagor återberättas antingen genom att huvudkaraktärerna twittrar och interagerar eller genom att handlingen återberättas i tweetformat och på nutidsspråk, ofta med inslag av slang. Exempel på detta gavs i boken Twitterature: The World's Greatest Books Retold Through Twitter av Alexander Aciman och Emmet Rensin, som publicerades 2009.[1]

- Twitterromaner eller mikroromaner där Twitter är originalmediet. De är skapade i Twitter och för Twitter. En av de tidigaste twitterromanenerna Small Places skrevs av författaren Nick Belardes som twittrade från kontot @smallplaces[10]. Small Places startade den 25 april 2008 med tweeten

I’ve grown to like small places. I like bugs, bug homes, walking stick bugs, blades of grass, ladybug Ferris wheels made out of dandelions.
Nick Belardes (2008)
En svensk twitterroman är Brev till J som utvecklades med tre tweets per dag från mars till augusti 2013. Den följdes åt av en blogg där man fortfarande kan läsa berättelsen i sin helhet. Den anonyma författaren beskriver Brev till J: 
En digital brevroman
Twitterkontot @brevtillj startades av Jane som ett försök att kommunicera med J som varit försvunnen i sju år. Efter en månad kapades kontot av J, James, som började skriva svar på breven. En brevväxling startade och en Twitterföljetong var född.
- Kollaborativt berättande: En interactive twovel (av Twitter and novel) kallade författaren Neil Gaiman experimentet att involvera sina följare i skapandet av romanen. Det genomfördes i samarbete med BBC America Audio Books. Med tweeten

Sam was brushing her hair when the girl in the mirror put down the hairbrush, smiled & said, “We don’t love you anymore.”
sjösatte Gaiman berättelsen och bjöd in sina läsare att fortsätta skriva under hashtaggen #bbcawdio. Responsen var stor och resultatet publicerades som ljudbok med titeln Hearts, Keys and Puppetry. Som författare står Neil Gaiman & Twitterverse.

### Twitterstafetter
I en twitterstafett skriver varje twittrare en eller flera tweets och lämnar därefter över stafettpinnen till nästa. Vissa stafetter har ett tema eller uppdrag. Andra är sammanhängande berättelser som varje twittrare för vidare. Även twitterstafetter hålls samman genom hashtaggar. Ett exempel är stafetten som genomfördes av The Guardian hösten 2012. Kända författare bidrog med varsin mikroberättelse under hashtaggen #140novel

## Genre eller medium
Ibland kallas twitteratur för en litterär genre, men den är dock snarare en anpassning av olika genrer till ett kommunikationsmedium. 
Twitteratur har ofta experimentell eller lekfull karaktär. Författarna eller initiativtagarna vill exempelvis utforska hur Twitter som medium påverkar sättet att berätta eller hur berättelsen sprids genom sociala medier. 

## Närliggande begrepp
Många termer har skapats för att beskriva litteraturen på Twitter. Allmänt erkända definitioner saknas ännu och flera av termerna används synonymt. Närliggande begrepp är mikrolitteratur, twiction, twitter fiction, twitterroman, mikroroman, twiller (en kombination av Twitter och thriller).